# David Baldacci
David Baldacci (ur. 5 sierpnia 1960 w Richmond, w stanie Wirginia) – amerykański prawnik i pisarz.

## Biogram
Urodził się w Wirginii, gdzie obecnie mieszka. Baldacci otrzymał licencjat z Virginia Commonwealth University oraz wyższe wykształcenie prawnicze na University of Virginia. Praktykował prawo przez dziewięć lat w Washingtonie, zarówno procesowe jak i korporacyjne. W przeciwieństwie do Johna Grishama nie pisuje thrilerów typowo prawniczych, a raczej książki typowo sensacyjne. Jego książki zostały przetłumaczone na ponad 45 języków i sprzedane w ponad 80 krajach, a łączny nakład jego powieści to ponad 100 milionów egzemplarzy, wiele z nich ukazało się na listach bestsellerów.
Książka Władza absolutna została przeniesiona na ekran przez Clinta Eastwooda, a główne role zagrali Clint Eastwood, Gene Hackman i Ed Harris.

## Utwory

### cykl Sean King and Michelle Maxwell
1. Krytyczny moment (Split Second, 2003)
2. W godzinę śmierci (Hour Game, 2003)
3. Geniusz (Simple Genius, 2007)
4. Pierwsza dama (First Family, 2009)
5. Ściana (The Sixth Man, 2011)
6. King & Maxwell (King & Maxwell, 2013)

### Klub Wielbłądów
1. Klub wielbłądów (The Camel Club, 2005)
2. Kolekcjonerzy tajemnic (The Collectors, 2006)
3. Oddział 666 (Stone Cold, 2007)
4. Miasteczko Divine (Divine Justice, 2008)
5. Diabelski zaułek (Hell's Corner, 2010)

### Shaw and Katie James
1. Manipulacja (The Whole Truth, 2008)
2. Zbaw nas ode złego (Deliver Us From Evil, 2010)

### John Puller
1. Dzień zero (Zero Day, 2011)
2. Towar (The Forgotten, 2012)
3. Ucieczka (The Escape, 2014)
4. No Man's Land (2016)

### Will Robie
1. Niewinny (The Innocent, 2012)
2. The Hit (2013)
3. The Target (2014)
4. 2.5  Bullseye (2014)
5. The Guilty (2016)
6. End Game (2017)

### Amos Decker
1. W pułapce pamięci (Memory Man, 2015)
2. Ostatnia mila (The Last Mile, 2016)
3. Dylemat (The Fix, 2017)
4. Miasto upadłych (The Fallen, 2018)
5. Odkupienie (Redemption, 2019)
6. Stąpając po linie (Walk the Wire, 2020)

### Vega Jane
1. The Finisher (2014)
2. The Keeper (2017)
3. The Width of the World  – The Enemy Is Everywhere (2018)

### Atlee Pine
1. The Long Road to Mercy (2018)

### Pozostałe
- Władza absolutna (Absolute Power, 1996)
- Pełna kontrola (Total Control, 1997)
- Wygrana (The Winner, 1997)
- Dowód prawdy (The Simple Truth, 1998)
- Na ratunek, Ocalenie (Saving Faith, 1999)
- Studnia życzeń (Wish You Well, 2000)
- Ten, który przeżył (Last Man Standing, 2001)
- Zdążyć na Boże Narodzenie, Pociąg do miłości (The Christmas Train, 2002)
- Kolor prawdy (True Blue, 2009)
- Tamtego lata (One Summer, 2011)
- No Time Left (2011)

## Polskie wydania

### Wydawnictwo Buchmann – seria Fabryka Sensacji
- Kolor prawdy (True Blue) – 2010
- Wygrana (The Winner) – 2010
- Dowód prawdy (The Simple Truth) – 2010
- Ocalenie (Saving Faith) – 2011
- W godzinę śmierci (Hour Game) – 2011
- Miasteczko Divine (Divine Justice) – 2011
- Dzień Zero (Zero Day) – 2011